# جبال أبوسيني
جبال أبوسيني، هي سلسلة جبال في ترانسيلفانيا في رومانيا، تنتمي إلى جبال الكاربات الرومانية الغربية، وتسمى أيضًا (أوشيدينتالي) باللغة الرومانية. يُترجم الاسم من اللغة الرومانية إلى جبال «غروب الشمس». أعلى قمة في السلسلة هي قمة بيهور بيك [الإنجليزية] التي يبلغ ارتفاعها 1,849 متر (6066 قدمًا). تضم جبال أبوسيني حوالي 400 كهف.